# Dziewięcioro Pintupi
Dziewięcioro Pintupi – grupa dziewięciu Pintupi odnalezionych w 1984, prowadzących tradycyjne półkoczownicze życie na pustyni Gibsona. Czasami są określani jako „zaginiony szczep”.
Uważa się ich za ostatnich Aborygenów prowadzących takie życie. Poruszali się w pobliżu wodopojów przy jeziorze Mackay, przy granicy Australii Zachodniej z Terytorium Północnym, nadzy i uzbrojeni w dwumetrowe włócznie i bumerangi. Podstawą ich diety były jaszczury goanna przypominające małe krokodyle i króliki, a także rośliny dostępne w buszu.
Grupa była rodziną – czterech braci (Warlimpirrnga, Walala, Thomas i Yari Yari), trzy siostry (Yardi, Yikultji i Tjakaraia) i dwie „matki” (Nanyanu i Papalanyanu). Chłopcy byli w wieku 14 do 20 lat, dziewczynki miały kilkanaście lat (nikt nie zna dokładnego wieku). Matki miały trzydzieścikilka lat. Ojciec, mąż dwóch żon, zmarł kilka miesięcy przed odnalezieniem grupy.
Grupa została namierzona przez artystę cyrkowego z Circus Oz, Geoffa Tulla, Charliego McMahona oraz kilku poszukiwaczy Aborygenów i sprowadzona do Kintore 250 km na południe. Poszukiwacze byli zdumieni ich nagością. McMahon twierdzi, że dane im ubrania uznali za absolutnie niewygodne. Poszukiwacze mówiący w języku pintupi powiedzieli im, że jest mnóstwo jedzenia i wody, która wypływa z rur, co zupełnie zadziwiło grupę. Badanie medyczne wykazało, że byli w „doskonałej kondycji, bez uncji tłuszczu, silni i zdrowi”.
W Kiwikurra w pobliżu Kintore spotkali się z innymi członkami swojej dalszej rodziny. Nomadzi rytualnie uderzali ich patykami za niesprowadzenie ich z pustyni wcześniej. Według Tulla „osłupieli widząc dostępność jedzenia i wody”.

## Dziewięcioro dzisiaj
Dzisiaj wszyscy członkowie grupy są artystami sztuki wizualnej. Jedna z matek zmarła. Jeden z braci, Yari Yari, po dwóch latach w „mieście” powrócił na pustynię. Niektórzy uważają, że ciągle jest na pustyni i nawet ma magiczne moce. Inni twierdzą, że widzieli go w pobliżu Tennant Creek.